# LeChuck
LeChuck es un pirata de ficción y el principal villano de la serie de videojuegos Monkey Island, creada por LucasArts.
Una de las principales características de este personaje es que siempre aparece en forma de muerto viviente, excepto en Tales of Monkey Island, en el cual es convertido en humano a causa de Guybrush Threepwood. En la primera historia ya apareció con el nombre de «Pirata Fantasma LeChuck» (P. F. LeChuck).

## Historia
En vida fue un temible tirano del mar, que intentó cortejar a Elaine Marley, pero según la versión corta de la historia ella le dijo que se tirase a un pozo. Y lo hizo. En realidad su amor por la gobernadora Marley de la Isla Melee, lo llevó a viajar hasta la Isla de los Monos —Monkey Island, la que da nombre a toda la saga—, con objetivo de demostrarle la fuerza de su corazón. En Monkey Island, LeChuck halló el legendario tesoro del Big Whoop, que le otorgó el poder sobre la vida y la muerte. Dotado con la inmortalidad, LeChuck dedica su tiempo libre a recuperar su amor perdido.
En The Secret of Monkey Island, LeChuck ya está muerto, y hace su aparición, junto a toda su tripulación, en forma de fantasma. Tras su primera derrota, reaparece en Monkey Island 2: LeChuck's Revenge, en forma de zombi, con el objetivo de vengarse de Guybrush Threepwood. En The Curse of Monkey Island, adopta la forma de pirata-demonio de fuego y secuestra a Guybrush y Elaine. En La Fuga de Monkey Island, puede cambiar a voluntad entre cualquiera de las formas que adoptó anteriormente, además de una nueva forma humana, con la que adopta la identidad de Charles L. Charles, y compite con Elaine Marley por convertirse en gobernador de la Isla Mêlée
Su misión en la no-vida es matar a Guybrush Threepwood y casarse con Elaine Marley. El deseo de hacerlo es lo que le mantiene vivo y resucita en cualquiera de sus formas.

## Origen del personaje
El uso de magia vudú por parte de LeChuck tiene su origen en los personajes de la novela On Stranger Tides [En costas extrañas] escrita en 1988. La parte «Chuck» del nombre del personaje surgió debido a que Steve Arnold, coordinador general de LucasFilm, le dijo a Gilbert que realmente le gustaba el nombre Chuck y quería que éste apareciera en más juegos.

## Algunos subordinados conocidos
- Largo LaGrande: Es el principal ayudante del temible pirata LeChuck en Monkey Island 2. Existen rumores de que aparecerá en la quinta entrega de esta serie de aventura gráfica —también un rumor—.[cita requerida]
- Murray: Es uno de los esqueletos de su ejército, que es desmembrado por Guybrush Threepwood a cañonazos. Sus posteriores apariciones son sólo en forma de calavera demoníaca y «violenta».
- Chucho Dinghy: Se trata de uno de los empleados del parque de diversiones Big Whoop, hace aparición durante la tercera entrega de la saga, pero también cumple tareas de piratería, ya que LeChuck lo envía a rastrear a Elaine.
- Le Charles: Este personaje aparece en Monkey Island 4, sin embargo él no es un subordinado, sino él mismo disfrazado para engañar a los piratas de Meelé Island.
- Sheriff Fester Shinetop: En Monkey Island aparece como el encargado de hacer cumplir la ley en la isla Meleé, sin embargo esconde un siniestro secreto —se trata de LeChuck encarnado en el cuerpo del sheriff—.

## Curiosidades
- Un virus informático llevaba su nombre —W32 LeChuck—, y mostraba una imagen del pirata —LeChuck— en la esquina inferior derecha del cliente de mensajería instantánea MSN, en todos los equipos que infectaba.